# Carhuasanta

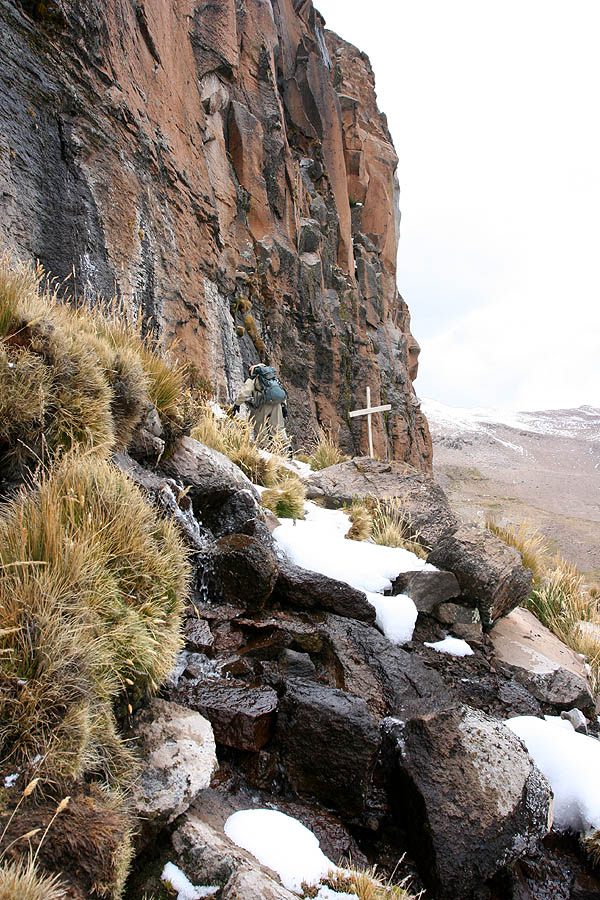
Fonte de água formadora da Quebrada Carhuasanta.

O córrego Carhuasanta (ou ainda Quebrada Carhuasanta), localizado na região peruana de Arequipa, é alimentado pelo derretimento de neve do monte Nevado Mismi e é um dos nomes dados ao rio Amazonas em sua saída do Peru antes dele chegar ao Brasil. É considerado uma das nascentes do rio Amazonas.